# Mirrorball (Sarah McLachlan)
Mirrorball è un album dal vivo della cantante canadese Sarah McLachlan, pubblicato il 15 giugno 1999.

## Tracce
Testi e musiche di Sarah McLachlan, eccetto dove indicato.
1. Building a Mystery – 4:06 (Sarah McLachlan, Pierre Marchand)
2. Hold On – 5:18
3. Good Enough – 5:10
4. I Will Remember You – 3:41 (Sarah McLachlan, Séamus Egan, Dave Merenda)
5. Adia – 3:57 (Sarah McLachlan, Pierre Marchand)
6. I Love You – 4:28
7. Do What You Have to Do – 4:09 (Sarah McLachlan, Colleen Wolstenholme)
8. The Path of Thorns (Terms) – 6:03
9. Fear – 5:00
10. Possession – 5:12
11. Sweet Surrender – 3:57
12. Ice Cream – 3:02
13. Fumbling Towards Ecstasy – 5:46 (Sarah McLachlan, Pierre Marchand)
14. Angel – 5:49

## Classifiche

### Classifiche settimanali
| Classifiche (1999) | Posizione massima |
| ------------------ | ----------------- |
| Canada             | 2                 |
| Nuova Zelanda      | 13                |
| Stati Uniti        | 3                 |

### Classifiche di fine anno
| Classifica (1999) | Posizione |
| ----------------- | --------- |
| Stati Uniti       | 42        |
| Classifica (2000) | Posizione |
| Stati Uniti       | 126       |